# Petroglyphen auf Megalithen der Bretagne

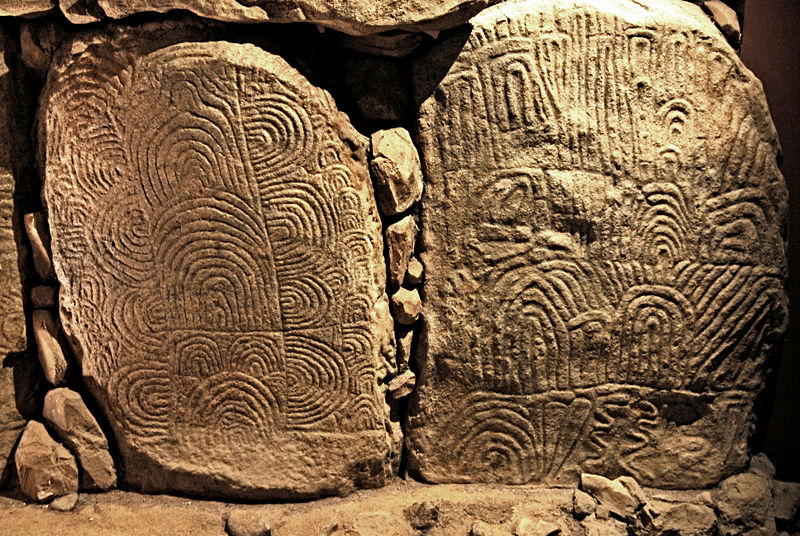
Multiple Bögen (‚Schildidole‘) auf Tragsteinen in Gavrinis (Kopien aus Bougon); die rechtwinkeligen Trennlinien gehören zu den frühesten ihrer Art in der Kunst.

Die Petroglyphen auf Megalithen der Bretagne befinden sich auf den Trag- und Decksteinen von Dolmen und Galeriegräbern sowie – allerdings seltener – auf den Menhiren von Steinreihen und auf Solitären.
Die Darstellungen werden u. a. unterschieden in: Déesse-mère (Muttergottheit), Hache-charrue (Axtpflug), Crosse pastorale (Báculo), Herminette emmanchée (Beil), Peigne (Kamm), Bucrane (Bukranion), Écusson (Wappen). Respective: Phallus, Cachalot (Wal), Crosse de jet (Bumerang), Homme en croix (Adorant), Bateau (Boot), Oiseau en vol (Vogel im Flug).

## Regionale Verteilung
Die meisten Megalithanlagen Europas (mit Ausnahmen im atlantischen Bereich) sind unverziert. Im Süden der Bretagne, hier vor allem am Golf von Morbihan finden sich Anlagen mit einer großen Ornamentvielfalt. Hier sind in erster Linie die Dolmen von Gavrinis, Les Pierres-Plates und Mané Lud zu nennen, aber auch Kermario II, Mané-er-Hroek, Mané Rutual, der Menhir von Kermarquer und der Menhir von Kermaillard sowie der Tumulus auf der Île Longue.
Im Norden der Bretagne sind vor allem die Gravierungen in mehreren Ganggräbern von Barnenez Dolmen H sowie in den Dolmen La Maison des Feins, Prajou-Menhir und Crec’h Quillé hervorzuheben. Das Formenspektrum in den beiden Regionen ist unterschiedlich – so tauchen die im Süden häufiger anzutreffenden konzentrischen Halb-Kreise, ‚Schildidole‘ und ‚Axtpflüge‘ im Norden der Bretagne nicht oder nur in völlig veränderter Form auf. Ausgangspunkt dürfte die älteste Gravierung in einer Megalithanlage überhaupt, die des Dolmens H von Barnenez gewesen sein, der Beile, Bogen und Wellen/Schlangensymbole zeigt.

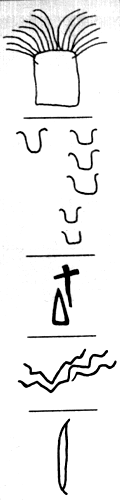
Petroglyphen von Barnenez - Dolmen A + H (Rechteck mit Fransen = Schild oder Göttin(?) / Hörner oder Wellen(?) / Axt und Steinbeil / Wellen(?) / Bogen)

## Deutungen
Während einige Darstellungen auf den Megalithen der Bretagne für den heutigen Betrachter recht klar zu sein scheinen (Äxte, Bögen), sind die meisten Formen nur schwer bis gar nicht zu deuten (Rechtecke, konzentrische Halbkreise, Krummstäbe, ‚Schildidole‘ etc.).
Von Yannik Rollando stammt folgender Deutungsversuch zu den Gravuren:
- Schildförmige Bildzeichen sollen verschiedene Formen der Muttergöttin darstellen. Diese ist mit oder ohne Kopf, mit Brüsten oder Armen, manchmal konzentrisch vervielfältigt dargestellt.
- Beilförmige Bildzeichen sollen gestielte und ungestielte Äxte, darstellen. Ungeschäftete Äxte treten beinahe immer paarweise auf.
- Krummstabförmige Bildzeichen bedeuten Báculos.
- Kammförmige Bildzeichen sollen (diese Deutung ist besonders umstritten) tote heilige Tiere sein, die ihre Beine in die Luft stecken.
- Andere Bildzeichen werden als Sonne, mit oder ohne Strahlen, gedeutet. Es kann sich auch um Augen handeln, da auf spanischer Keramik häufig (allerdings viel später) nur die Augen der Magna Mater dargestellt wurden.

Der französische Megalithforscher Serge Cassen interpretiert Formen, die lange Zeit als sogenannte ‚Axtpflüge‘ gedeutet wurden, als ‚blasende Wale‘ (vgl. Mané Lud).
Besonders stark abstrahierte Zeichen sind Darstellungen der Muttergottheit oder einer Schlange, die wiederum ein Synonym der Gottheit sein soll. Manchmal werden auch Schilde (Les Pierres-Plates) als weibliche Formen interpretiert, in anderen Fällen sind es brustähnliche Reliefs und „Halsketten“. Dieses Motiv ist findet sich in den Anlagen von Crec’h Quillé bei Saint-Quay-Perros, Kerguntuil bei Trégastel, Prajou-Menhir bei Trébeurden und Mougau-Bihan bei Commana.
Extrem unterschiedlich sind die Deutungen der Ritzung in der Allée coudée (geknickt) von Luffang, Gemeinde Crach. Während Sibylle von Reden und Y. Rollando in der Zeichnung das Symbol der Muttergottheit erkennen wollen, deutet Werner Hülle sie als stilisierten Tintenfisch und meint, dass dieses Motiv schon im Rahmen der mesolithischen ostspanischen Felsbilder nachweisbar sei und vor allem in der spätbronzezeitlichen mykenischen Kultur gleichartig stilisierte Motive aufträten, z. B. auf Vasen und auf dem Boden des Megarons auf der Burg von Tiryns (Peloponnes).
Eine Sonderstellung nehmen die erst spät skulptierten Menhire Le Babouin et la Babouine ein.

## Zusammenfassung
Beim derzeitigen Stand der Wissenschaft müssen Deutungen umstritten bleiben, zumal die Symbolik in der Bretagne regionale Unterschiede aufweist und Zeugnis einer langen Bildtradition ist. Zu den ältesten Symbolen gehören die naturalistischen Darstellungen der Axt (auch kombiniert mit dem ‚Axtpflug‘ – Hache-Carrure), der Dolch und multiple Bögen (Gavrinis), marmiteartige Darstellungen mit einem Rostrum in der Scheitelregion (Mané-er-Hroek) und gehörnte Tiere (Table des marchands). Bei den Deutungen der abstrakten Symbole widersprechen sich Werner Hülle, Herbert Glöckner (der die Sonderstellung der Bretagne einräumt), die z. B. auch mittel- und nordeuropäische und andere Gravierungen der Megalithkultur heranziehen, und Yannick Rolando.